# Esteban’s
Esteban’s (eigentlich Christoph „Boff“ Jarmer) ist ein österreichischer Musiker.

## Geschichte
Zwischen 1997 und Mai 2015 spielte Christoph Jarmer E-Gitarre bei garish, die Lieder mit deutschsprachigen Texten veröffentlicht. Auf seinem Debütalbum Serenity singt Jarmer 2008 unter seinem Pseudonym Esteban’s englischsprachige Lieder.
Im Jahr 2013 war er für den FM4 Award nominiert, der im Rahmen des Amadeus Austrian Music Award verliehen wird. Ende 2015 wurde Esteban’s Song Portrait vom Song Contest Consulting des Kreativbetriebes Traumsieberei OG für die Facebook-Wildcard des ORF für sein Eurovision-Song-Contest-Selektionsverfahren nominiert.

## Diskografie

### Alben
- 2008: Serenity (Schoenwetter)
- 2009: Susanna (Schoenwetter)
- 2012: IR (Schoenwetter)
- 2015: Overthrown (Schoenwetter)

### Kompilationen
- 2008: Because We Are Your Friends (Schoenwetter)
- 2008: Just Golden Wings auf: „Between The Lines. More Songs From The Blue Bird Diaries“ (Universal Music Austria / EmArcy)
- 2008: Eviva La Noia auf: „FM4 Soundselection 19“ (Universal Music Austria)
- 2009: Susanna auf: „Death to the 80s“ (Schoenwetter)
- 2012: Time Bomb auf: „FM4 Soundselection 27“ (Universal Music Austria)